# Hardenbeck
Hardenbeck ist ein Ortsteil der Gemeinde Boitzenburger Land, welche zum Landkreis Uckermark im Land Brandenburg gehört. Das Dorf wurde erstmals im Jahre 1271 urkundlich als hardenbeke erwähnt. Bis zum Jahr 2001 gehörte das Dorf als eigenständige Gemeinde zum damaligen Amt Boitzenburg.

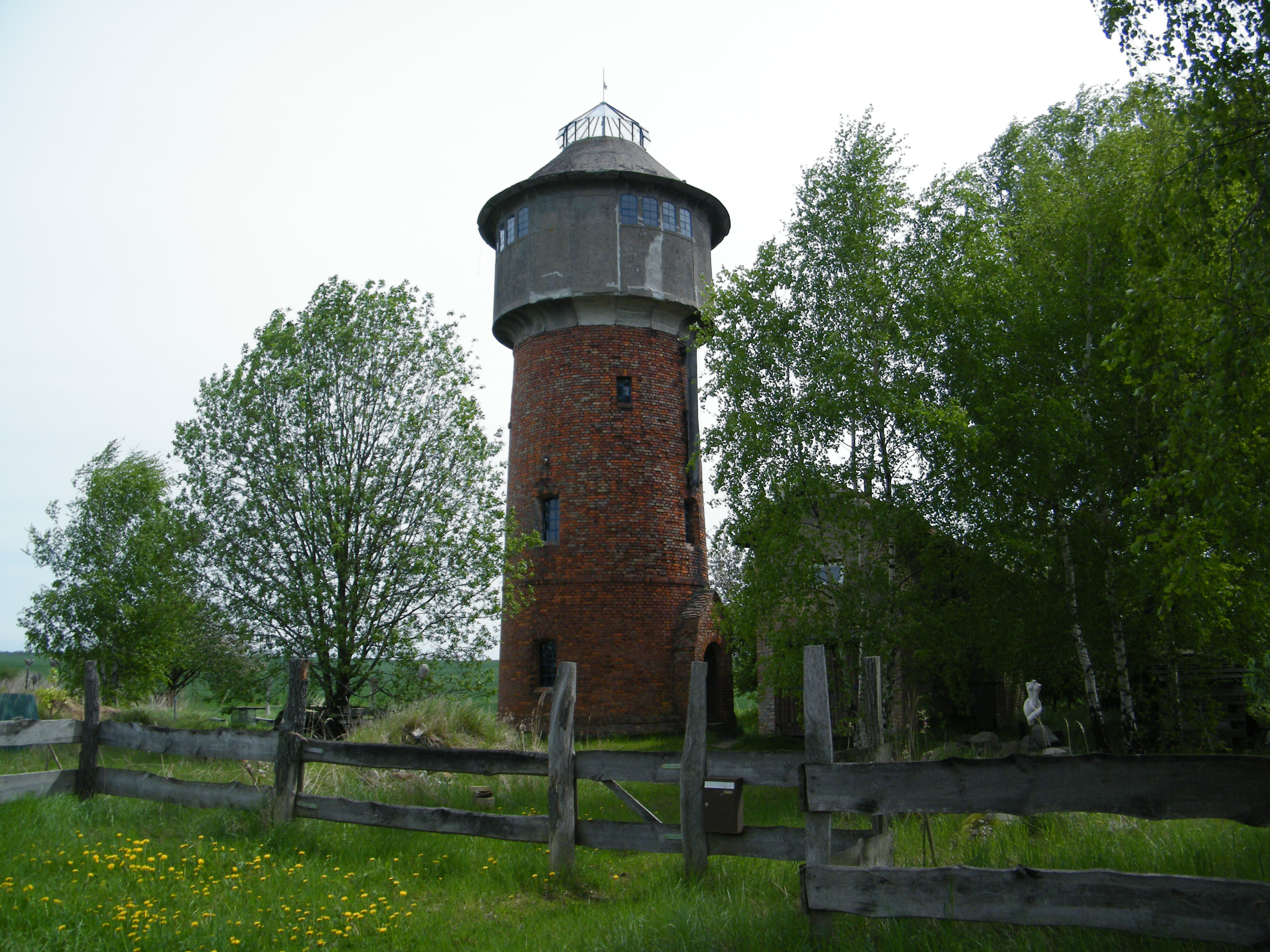
Wasserturm

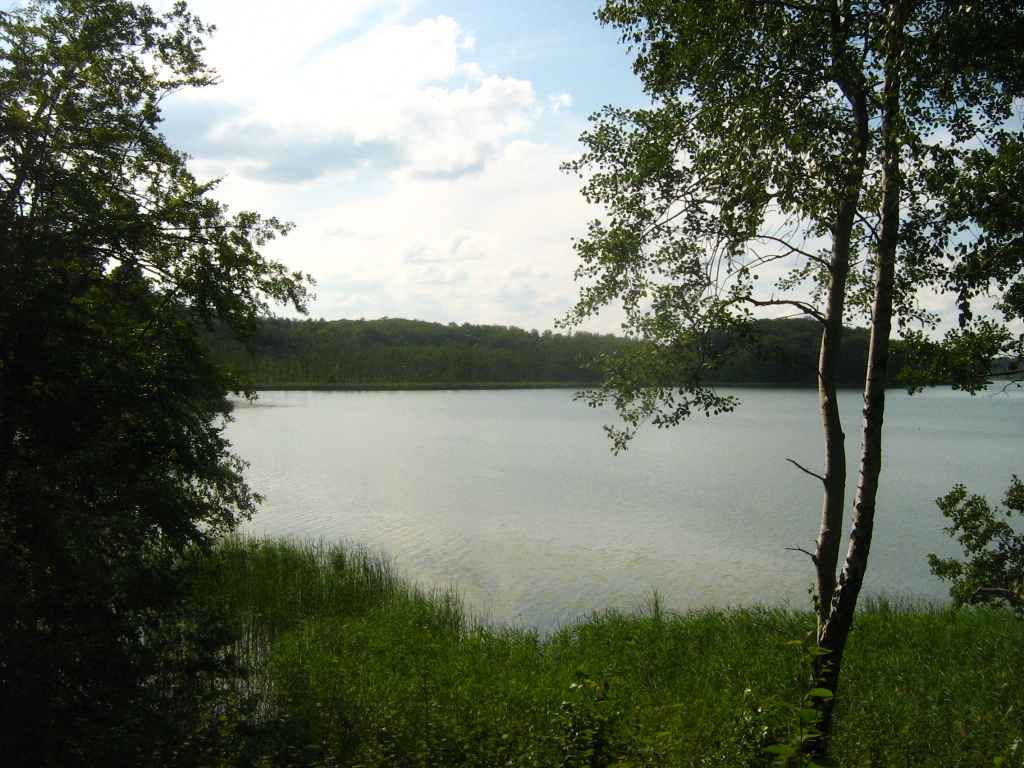
Blick über den Haussee in Richtung Hardenbeck

## Ortsbild

### Lage
Hardenbeck ist ein unmittelbares Nachbardorf des Gemeindezentrums Boitzenburg, welches in östlicher Richtung liegt. Nördlich von Hardenbeck liegen die Wohnplätze Eichenhof, Falkenhain, Hoppenhuus, Mathildenhof, Krewitz und Mellenau. Im Nordwesten befinden sich der Wohnplatz Steinrode und die Dörfer Funkenhagen und Thomsdorf. Im Westen sind die Wohnplätze Rosenow, Düster Möll und Brüsenwalde gelegen. Im Süden liegen die Dörfer Warthe, Jakobshagen und Klaushagen, sowie die Wohnplätze Mahlendorf, Bröddin, Am Schlangenbruch, Stabeshöhe und Egarsee. Die nächstgelegenen Städte sind Templin, Lychen und Prenzlau.
In der Nähe des Dorfes sind mehrere Seen zu finden: der Schulzensee, der Schumellensee, der Krienkowsee, der Haussee und Wokuhl. Beim Wohnplatz Rosenow befindet sich der Ziestsee, bei Düster Möll liegen der Große und der Kleine Baberowsee.

### Historische Ortsteile
Zur ehemaligen Gemeinde Hardenbeck gehörten noch folgende Ortsteile und Wohnplätze, welche heute ebenfalls Teil der Gemeinde Boitzenburger Land sind:
| - Brüsenwalde - Düster Möll - Eichenhof - Falkenhain | - Hoppenhuus - Mathildenhof - Rosenow - Saugarten |

## Bevölkerungsentwicklung
| Jahr      | 1875 | 1890 | 1910 | 1925 | 1933 | 1946 | 1993 | 1994 | 1995 | 1996 | 1997 | 1998 | 1999 | 2000 | 2006 | 2018 |
| --------- | ---- | ---- | ---- | ---- | ---- | ---- | ---- | ---- | ---- | ---- | ---- | ---- | ---- | ---- | ---- | ---- |
| Einwohner | 655  | 616  | 547  | 554  | 538  | 751  | 564  | 551  | 564  | 537  | 530  | 511  | 479  | 487  | 360  | 351  |

(Man beachte bei den sprunghaften Veränderungen zeitliche Distanzen, historische Ereignisse und Eingemeindungen.)

## Sehenswürdigkeiten
- Dorfkirche Hardenbeck
- Museumsschule
- Wasserturm
- Ehemalige Bahnstrecke Fährkrug–Fürstenwerder, jetzt Radweg „Spur der Steine“
- Hardenbecker Haussee, 120 ha groß, 6 km lang, für Motorboote gesperrt, mit Badestelle und Wasserwander-Verbindung bis nach Boitzenburg über den Schumellensee und Küchenteich

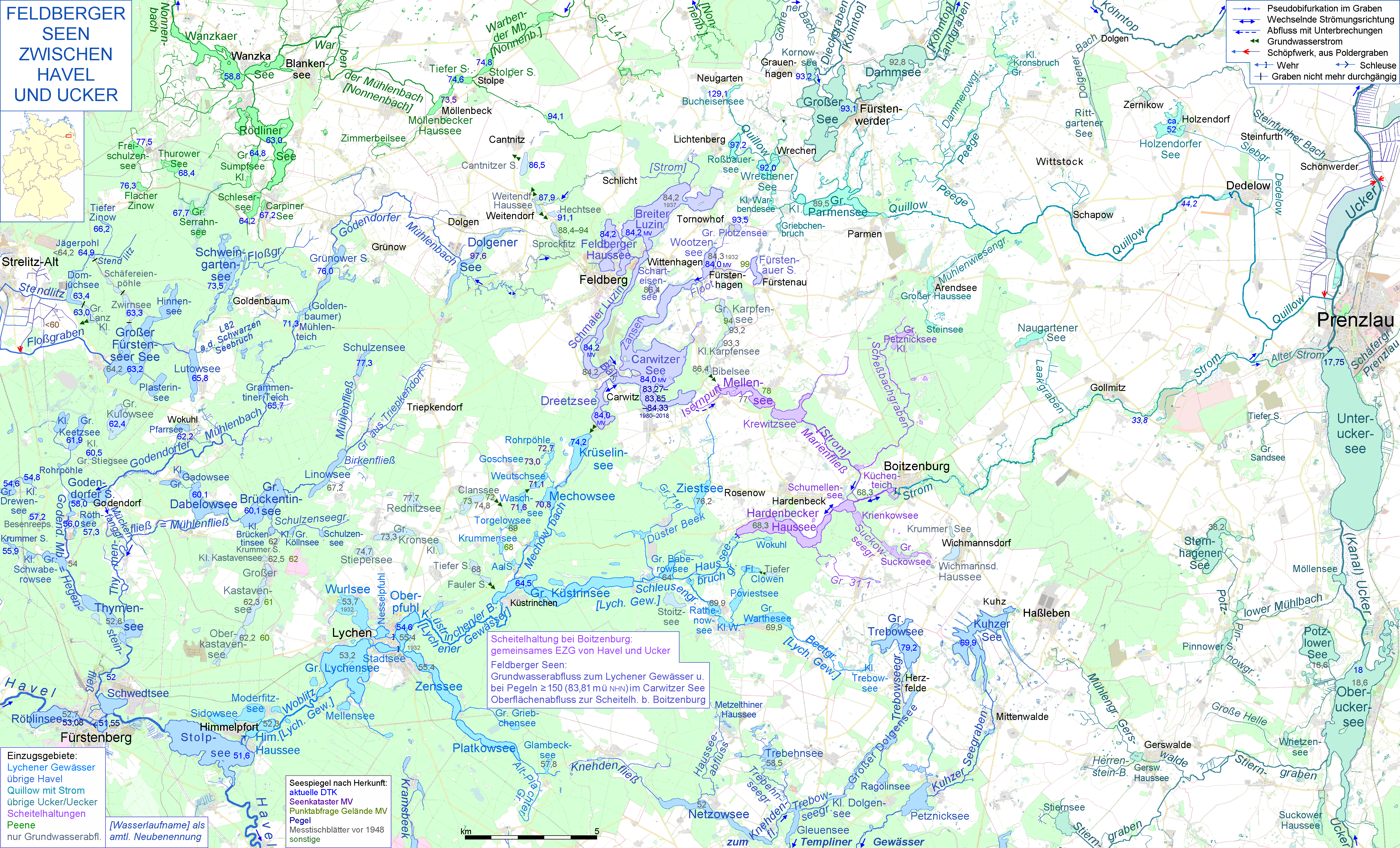
Der Hardenbecker Haussee als Teil der Scheitelhaltung (pink) bei Boitzenburg, gemeinsames Einzugsgebiet von Strom (zur Ucker) und Lychener Gewässer (zur Havel)